# Stasimopus astutus
Stasimopus astutus là một loài nhện trong họ Ctenizidae. S. astutus được miêu tả năm 1902 bởi Mary Agard Pocock.